# Štefan V. Ogrski
Štefan V. (madžarsko V. István, hrvaško Stjepan V., slovaško Štefan V) jo bil kralj Ogrske in Hrvaške (1270-1272) in vojvoda Štajerske (1258-1260),  * pred 18. oktobrom 1239, † 6. avgust 1272, otok Csepel, Pešta, Ogrsko kraljestvo.
Bil je najstarejši sin kralja Béle IV. in bizantinske princese Marije Laskarine. Oče ga je že pri šestih letih kronal za kralja in imenoval za vojvodo Slavonije. Še kot otroka so ga poročili z Elizabeto, hčerko kumanskega poglavarja, katerega oče se je naselil na Veliki madžarski nižini.
Oče ga je leta 1257 imenoval za vojvodo Transilvanije in leta 1258 za vojvodo Štajerske. Plemstvo Štajerske, ki je bila k Ogrski priključena štiri leta pred tem, se je temu upiralo.  S pomočjo češkega kralja Otokarja II. so se uprli in izgnali Štefanovo vojsko iz večjega dela Štajerske. Ko je Otokar II. v bitki pri Kressenbrunnu  12. julija 1260 uničil združeno vojsko Štefana in njegovega očeta, je Štefan zapustil Štajersko in se vrnil v Transilvanijo.
Leta 1262  je očeta prisilil, da mu je odstopil vsa ogrska ozemlja vzhodno od Donave in ga imenoval za mlajšega kralja. Po dveh letih je Štefan obtožil očeta, da ga namerava razdediniti. Izbruhnila je državljanska vojna, ki se je končala z mirovnim sporazumom leta 1266, nezaupanje med njima pa je ostalo. Štefan je po očetovi smrti 3. maja 1270 brez težav zasedel ogrski prestol. Sestra Ana in očetovi najbližji svetovalci so pobegnili v Češko kraljestvo. Otokar II. je spomladi 1271 napadel Ogrsko, vendar je Štefan napad odbil. Naslednje poletje je uporniški zemljiški gospod ujel in zaprl Štefanovega sina Ladislava. Štefan je kmalu zatem nepričakovano zbolel in umrl.

## Otroštvo (1239–1245)
Štefan je bil osmi otrok in prvi sin kralja Béle IV. in njegove žene Marije, hčerke nikejskega cesarja Teodorja I. Laskarisa. Rojen je bil leta 1239 in krščen 18. oktobra istega leta. Ime je dobil po svetem Štefanu, prvem ogrskem kralju.
Béla in njegova družina so po uničenju njegove vojske v bitki z Mongoli pri Mohiju 11. aprila 1241 pobegnili v Zagreb. Ko so Mongoli februarja 1242 prečili zamrznjeno Donavo, je kraljeva družina pobegnila v dobro utrjeno dalmatinsko mesto Trogir. Na Madžarsko se je vrnila po nepričakovanem umiku Mongolov marca 1242.

## Mladi kralj

### Vojvoda Slavonije (1245-1257)
Kraljeva listina iz leta 1246 omenja Štefana kot "kralja in vojvodo Slavonije". Zdi se, da je bil Štefan leto pred tem kronan za mladega kralja in dobil v posest ozemlje med Dravo in Jadranskim morjem. Province Hrvaško, Dalmacijo in Slavonijo so v imenu sedemletnega kralja upravljali guvernerji, znani kot bani. V pismu, naslovljenem na papeža Inocenca IV. v poznih 1240. letih, kralj Béla IV. piše, da sta "v imenu krščanstva sina poročila s kumanskim dekletom". Nevesta Elizabeta je bila hčerka kumanskega poglavarja, ki ga je Béla povabil, naj se naseli na ravnini ob reki Tisi. Elizabeta je bila krščena, deset kumanskih poglavarjev, prisotnih na slovesnosti, pa je po svojih starih običajih priseglo nad z mečem presekanim psom.

### Vojvoda Transilvanije in Štejerske (1257-1260)
Ko je Štefan leta 1257 postal polnoleten, ga je oče imenoval za vojvodo Transilvanije. Njegova vladavina v Transilvaniji je bila kratkoživa, ker ga je oče leta 1258 premestil na Štajersko. Štajersko je k Ogrski priključil leta 1254. Lokalno plemstvo se je temu uprlo in pred Štefanovim imenovanjem izgnala Bélovega guvernerja Štefana  Gutkeleda. Štefan in Béla sta napadla Štajersko in  obrzdala upornike. Štefan je po zmagi od očeta dobil še sosednji pokrajini Železno županijo in Zalo. Spomladi 1259 se je Štefan odpravil na roparski pohod na Koroško, da bi se maščeval vojvodi Ulriku III. Spanheimu za podporo štajerskim upornikom.
Štefan na Štajerskem ni bil priljubljen. Lokalno plemstvo se je s pomočjo češkega kralja Otokarja II. ponovno uprlo. Štefanu je ostal samo Ptuj z okolico. 5. junija 1260 je prečil Moravo in napadel Otokarjevo kraljestvo. Njegova vojska, sestavljena iz Sekelov, Vlahov in Kumanov, je uničila avstrijsko vojsko, v odločilni bitki pri Kressenbrunnu 12. julija pa je bila poražena, predvsem zato, ker je glavnina pod  Bélovim poveljstvom prepozno prišla na bojišče. Štefan, ki je poveljeval predhodnici, je komaj pobegnil z bojišča. Spor med Ogrsko in Češko se je končal s podpisom Dunajskega mirovnega sporazuma 31. marca 1261. Béla IV. je moral Otokarju II. prepustiti Štajersko.

### Spori in državljanska vojna (1260-1270)
Štefan se je 20. avgusta 1260 vrnil v Transilvanijo. Naslednje leto sta z očetom napadla Bolgarijo in osvojila Vidin. Oče se je nato vrnil na Ogrsko, Štefan pa je nadaljeval pohod. Oblegal je Lom na Donavi in med  zasledovanjem carja Konstantina Tiha prodrl vse do Velikega Trnovega. Carju je uspelo izogniti se vsem spopadom in Štefan se je konec leta umaknil iz Bolgarije.
Štefanovi odnosi z očetom so se na začetku 1260. let poslabšali. Iz njegovih listin je razviden strah, da ga bo oče razdedinil in izgnal. Nekaj neimenovanih baronov je obtožil, da proti njemu ščuvajo očeta. Listine po drugi strani razkrivajo, da je od očeta dobil posesti v Biharju, Szatmáru, Ugocsi in drugje, ki so bile izven Transilvanije.
Po nekaj spopadih med očetovimi in sinovimi pristaši sta poskušala spore zgladiti nadškofa Filip Estergomski in Smaragd Kaloški. Po sporazumu, sklenjenem v Pressburgu okoli 25. novembra, sta Béla IV. in Štefan razdelila kraljestvo. Štefan je dobil ozemlje vzhodno od Donave. Ob potrditvi sporazuma 5. decembra je Štefan obljubil, da ne bo napadel Slavonije, ki je pripadla njegovemu mlajšemu bratu. Na sporazumu se je podpisal z "mlajši kralj, vojvoda Transilvanije in vladar Kumanov".
Ko je v drugi polovici leta 1263 bizantinska vojska zasedla njegove posesti južno od Vidina, je despot Jakob Svetoslav prosil za pomoč Štefana V. Štefan mu je poslal okrepitve pod poveljstvom transilvanskega vojvode Ladislava II. Kana, ki je uničil Bizantince in jih pregnal iz Bolgarije. Štefan je Vidin podelil Jakobu Svetoslavu, ki je sprejel njegovo suverenost.
Sprava med Štefanom in očetom je bila kratkotrajna. Štefan je zasegel posesti svoje matere in sestre Ane, ki so bile na njegovem ozemlju, zato je Bélova vojska pod Aninim poveljstvom po 1. avgustu 1264 prečila Donavo, oblegala in osvojila Sárospatak in ujela Štefanovo ženo in otroke. Vojvoda Ladislav Kan se je obrnil proti Štefanu in povedel svojo vojsko Kumanov v Transilvanijo. Štefan je v trdnjavi Deva uničil njegovo vojsko. Béla je proti njemu poslal novo vojsko pod poveljstvom kraljevega sodnika Lovrenca, ki je Štefana prisilila k umiku v Feketehalom (zdaj Codlea, Romunija). Lovrenc je začel oblegati trdnjavo, vendar so Štefana njegovi pristaši uspeli osvoboditi. Po osvoboditvi je sprožil protiofenzivo in prisilil očetovo vojsko k umiku. Odločilno zmago proti očetu je dosegel v bitki pri  Isaszegu marca 1265. V sporu so ponovno posredovali škofi in dosegli priznanje delitve države iz leta 1262. Kralja sta 23. marca 1266 na Zajčjem otoku (zdaj Margaretin otok v Budimpešti) podpisala mirovni sporazum.
Med ogrsko državljansko vojno se je Štefanov vazal, despot Jakob Svetoslav, uklonil bolgarskemu carju Konstantinu Tihu. Štefan je poleti 1266 napadel Bolgarijo, osvojil Viden, Pleven in druge trdnjave in v petih bitkah premagal Bolgare. Jakob Svetoslav je ponovno priznal Štefanovo suverenost in dobil oblast v Vidinu. Štefan se je od takrat v svojih listinah naslavljal s "kralj Bolgarije".
Béla in Štefan sta leta 1267 skupaj potrdila svoboščine "kraljevih služabnikov", ki so se preimenovali v "plemstvo". Štefanov mednarodni položaj sta utrdili poroki njegovega sina Ladislava z Elizabeto, hčerko sicilskega kralja Karla I. Anžujskega, in Karlovega sina  Karla s Štefanovo hčerko Marijo leta 1269.
Zaupanje med Bélo in Štefanom se ni nikoli obnovilo. Stari kralj je na smrtni postelji zaprosil češkega kralja Otokarja II., naj po njegovi smrti da zavetje hčerki Ani in njenim pristašem.

## Kralj (1270-1272)
Béla IV. je umrl 3. maja 1270. Hčerka Ana je zasegla državno blagajno in pobegnila na Češko. Spremljali so jo Bélovi najbližji svetovalci Henrik Kőszegi, Nikolaj Geregye in Lovrenc Aba, ki so gradove Kiseg, Bernstein in druge na zahodni meji predali Otokarju II. Nikolaj Hahót ni zapustil Ogrske, ampak je v svoji trdnjavi Pölöske zbral štajerske vojake in plenil po bližnjih vaseh. Štefan je na najvišje državne položaje postavil sebi zveste funkcionarje.
Poljski letopisec  Jan Długosz piše, da je Štefan konec avgusta odšel na romanje na grob svetega Stanislava v Krakov in obiskal svojega svaka, krakovskega vojvodo Boleslava V. Pjasta. Vladarja sta obnovila "staro zavezništvo med Ogrsko in Poljsko" in v besedilo vnesla, da imata "skupne prijatelje in skupne sovražnike". V okolici sedanje Bratislave se je sestal tudi z Otokarjem II., s katerim sta sklenila samo premirje.
21. decembra 1270 je odšel na roparski pohod v Avstrijo.
Otokar je aprila 1271 napadel pokrajine severno od Donave in osvojil več trdnjav, med njimi Devín, Bratislavo in Trnavo. Štefana je premagal v Bratislavi (9. maj) in Trnavi (15. maj), v odločilni bitki ob reki Rábca 2. julija pa je zmagal Štefan. Bežečo Otokarjevo vojsko je zasledoval do Dunaja. Predstavniki obeh vladarjev so 2. julija 1270 sklenili Bratislavski mirovni sporazum, v katerem se je Štefan obvezal, da ne bo pomagal Otokarjevim nasprotnikom na Koroškem. V zameno so mu Otokar in njegovi zavezniki  vrnili prisvojene gradove na Ogrskem. Ogri so kmalu zatem ponovno osvojili tudi izgubljene trdnjave Devín, Bratislava in Trnava na svoji zahodni meji.
Po Življenju Štefanove kanonizirane sestre Margarete, umrle 18. januarja 1270, je Štefan prisostvoval prvemu njej pripisanemu čudežu, ki se je zgodil na prvo obletnico njene smrti. Njeno kanonizacijo pri Svetem sedežu je leta 1271 sprožil prav Štefan. Isto leto je podelil mestne privilegije meščanom Győra in potrdil svoboščine saškim "gostom" v okolici sedanjega Spiša v vzhodni Slovaški, kar je pripomoglo k razvoju njihove avtonomne skupnosti. Razen tega je zaščitil pravice esztergomskega nadškofa pred cerkvenim plemstvom, ki se je poskušalo otresti svojih obveznosti.
Ban Joahim Gutkeled je poleti 1272 ugrabil Štefanovea desetletnega sina in naslednika Ladislava in ga zaprl v grad Koprivnica. Štefan je oblegal trdnjavo, vendar je ni mogel osvojiti. Kmalu zatem je zbolel in 6. avgusta 1272 umrl. Pokopali so ga ob njegovi sestri Margareti v samostanu Blažene device na Zajčjem otoku na Donavi.

## Družina
Po pisanju zgodovinarja Gyule  Kristója je bila Štefanova žena Elizabeta rojena okoli leta 1239. Listina njenega tasta Béle IV. omenja nekega Sejhana, njenega rojaka in kumanskega  poglavarja, ki je bil morda njen oče. Njun prvi otrok, hčerka Katarina, je bila rojena okoli leta 1256. Okoli leta 1268 so jo poročili s Štefanom Dragutinom, najstarejšim sinom srbskega kralja Štefana Uroša I.
Sestro Marijo, rojeno okoli leta 1257, so leta 1270 poročili z bodočim neapeljskim kraljem Karlom II. Njun sin Karel Robert je v prvem desetletju 14. stoletja postal ogrski kralj.
Tretja, neimenovana, hčerka je bila poročena z despotom Jakobom Svetoslavom.
Tretja (ali četrta) hčerka Elizabeta, rojena okoli leta 1260, je postala dominikanska nuna v samostanu Blažene device na Zajčjem otoku na Donavi. Leta 1277 je bila imenovana za predstojnico, vendar jo je brat Ladislav ugrabil in leta 1288 poročil s češkim baronom Zavisom Falkensteinskim.
Najmlajša hčerka Ana je bila rojena okoli leta 1260. Poročena je bila z Andronikom Paleologom, sinom bizantinskega cesarja Mihaela VIII. 
Štefanov prvi sin Ladislav je bil rojen leta 1262. Leta 1272 je kot Ladislav IV. nasledil svojega očeta.
Štefanov najmlajši otrok, sin Andrej, je bil rojen leta 1268 in pri desetih letih umrl.